# Lactobacillus rhamnosus
Lactobacillus rhamnosus oder Lacticaseibacillus rhamnosus ist ein probiotisches Milchsäurebakterium, das in Probiotika verwendet wird. Es wurde früher als Unterart von Lactobacillus casei betrachtet. Die Spezies umfasst zahlreiche Stämme. Das Genom eines Stammes wurde im Jahr 2009 vollständig sequenziert.

## Merkmale

### Erscheinungsbild
Lactobacillus rhamnosus ist ein grampositives mittellanges, stäbchenförmiges Bakterium. Eine einzelne Zelle ist 2,0–4,0 µm lang und 0,8–1,0 µm breit. Im lichtmikroskopischen Bild finden sich einzelne Zellen sowie Zellketten. Das Bakterium besitzt keine Flagellen zur aktiven Bewegung und kann keine Überdauerungsformen wie Endosporen bilden.

### Wachstum und Stoffwechsel
L. rhamnosus ist ein typischer Vertreter der Gattung Lactobacillus, er wächst anaerob, aber aerotolerant. Die zur Kultivierung üblicherweise verwendeten Temperaturen liegen im Bereich von 30 bis 37 °C. Das Bakterium zeichnet sich durch seine Toleranz gegenüber einem breiten Temperaturbereich aus, Wachstum erfolgt bei 15 °C (bei einigen Stämmen sogar noch bei 10 °C) wie auch bei 45 °C.
L. rhamnosus wird zur Gruppe 3 (Lactobacillus brevis Gruppe) der Laktobazillen gezählt. Für sie ist die heterofermentative Milchsäuregärung typisch. Glucose wird zu L-(+)-Milchsäure fermentiert, weitere Gärungsprodukte sind Kohlenstoffdioxid und Ethanol. Neben D-Glucose kann L. rhamnosus auch noch zahlreiche andere Kohlenhydrate verwerten, z. B. die Monosaccharide D-Fructose, D-Mannose, D-Tagatose, Galactose, Ribose und Rhamnose (im Artnamen vermerkt). Weiterhin können die  Zuckeralkohole Mannitol und Sorbitol abgebaut werden, sowie einige Disaccharide, beispielsweise Lactose (Milchzucker), Maltose, Trehalose und Cellobiose.
Einige Enzyme, die im Stoffwechsel verwendet werden, um bestimmte Substrate abzubauen, werden im Rahmen einer Bunten Reihe nachgewiesen, um ein Bakterium zu identifizieren. Hierbei fällt auf, dass Lactobacillus rhamnosus viele dieser Enzyme nicht besitzt. So besitzt er weder Katalase noch Oxidase. Ebenso wenig besitzt er das Enzym Urease, das den Abbau von Harnstoff ermöglicht, noch die Arginindihydrolase, um Ammoniak aus der Aminosäure Arginin abzuspalten. Das Enzym β-Galactosidase ist vorhanden und ermöglicht ihm das Wachstum in Milch unter Verwertung des darin enthaltenen Milchzuckers, außerdem ist er in der Lage, Aesculin zu hydrolysieren.

### Genetik
Das Genom zahlreicher Stämme des Bakteriums wurde bereits vollständig sequenziert. Die erste Sequenzierung erfolgte 2009 an Lacticaseibacillus rhamnosus GG (kurz LGG) ATCC 53103. Das Genom weist eine Größe von 3010 Kilobasenpaaren (kb) auf, das ist etwa 65 % der Genomgröße von Escherichia coli, aber deutlich mehr als bei Lactobacillus delbrueckii subsp. bulgaricus (1865 kb). Es sind 2913 Proteine annotiert. In den folgenden Jahren wurden weitere Stämme genetisch untersucht, mit ähnlichen Ergebnissen. Die untersuchten Bakterienstämme entstammten menschlichen Faeces, es wurden aber auch in der Milchindustrie verwendete Starterkulturen untersucht.
Die Ergebnisse der Sequenzierungen zeigen einen GC-Gehalt (den Anteil der Nukleinbasen Guanin und Cytosin) in der Bakterien-DNA von etwa 47 Mol-Prozent, das ist vergleichbar mit dem GC-Gehalt von L. delbrueckii (49–51 Mol-Prozent) und deutlich mehr als bei Lactobacillus acidophilus, dessen GC-Gehalt in der DNA bei 34–37 Mol-Prozent liegt.

### Pathogenität
Durch die Biostoffverordnung in Verbindung mit der TRBA 466 ist L. rhamnosus der Risikogruppe 2 zugeordnet. Mikroorganismen in dieser Risikogruppe werden in der Biostoffverordnung definiert als „Biostoffe, die eine Krankheit beim Menschen hervorrufen können und eine Gefahr für Beschäftigte darstellen könnten […]“. Allerdings werden apathogene Stämme von L. rhamnosus schon seit längerem in der Lebensmittelindustrie verwendet. Dieser Umstand wird durch einen Vermerk bei der Einstufung in Risikogruppe 2 berücksichtigt: Stämme, die bereits über viele Jahre sicher in der technischen Anwendung gehandhabt wurden, werden in die Risikogruppe 1 eingestuft. In einem Fall wurde über eine durch das Bakterium verursachte Endokarditis berichtet.

## Vorkommen
L. rhamnosus kommt in Milch und Milchprodukten vor, auch im Abwasser und menschlichen Faeces wurde er nachgewiesen. Zeitweilig ist sein Auftreten im Darm – als Bestandteil der Darmflora des Menschen – nachweisbar, er ist also kein ständiger Darmbewohner.

## Systematik

### Äußere Systematik
L. rhamnosus wurde früher als Unterart von Lactobacillus casei betrachtet und als L. casei Subspezies rhamnosus bezeichnet. Untersuchungen aus dem Jahr 1989 zeigten, dass bei den chemotaxonomischen Merkmalen erhebliche Unterschiede zu anderen L. casei Subspezies bestehen. Auch die genetischen Untersuchungen mittels DNA-DNA-Hybridisierung bestätigten deutliche Unterschiede, daraufhin wurde L. rhamnosus als eigene Spezies abgegrenzt.

### Innere Systematik
Von der Art sind mehr als 20 Bakterienstämme bekannt, deren Genom mittels DNA-Sequenzierung bereits teilweise erforscht ist. Als Typusstamm wird L. rhamnosus ATCC 7469 (= NCDO 243) angesehen.

### Etymologie
Der Gattungsname lässt sich auf das Vorkommen und das Aussehen der Bakterienzellen zurückführen, lac aus dem Lateinischen bedeutet Milch, während bacillus (lat.) auf die stäbchenförmige Gestalt hinweist. Der Artname verweist auf die Fähigkeit des Bakteriums, das Monosaccharid Rhamnose abbauen zu können.

## Bedeutung
Lactobacillus rhamnosus ist ein probiotisches Milchsäurebakterium. Das Bakterium wird zur Linderung von antibiotika-assoziierter Diarrhoe eingesetzt. Bei Kindern wird eine positive Wirkung auf Atemwegsinfekte vermutet. Zudem wirkt sich das Bakterium positiv auf das menschliche Urogenitalsystem aus, indem es dort vor Krankheitserregern schützt.
Ein in Probiotika eingesetzter Bakterienstamm ist Lactobacillus rhamnosus DR20. Mit ihm wurde in einem Langzeittest untersucht, inwiefern sich die Zusammensetzung der Darmflora des Menschen verändert, wenn die probiotische Zubereitung regelmäßig verzehrt wird. Die im Jahr 2000 veröffentlichte Untersuchung kam zu dem Ergebnis, dass L. rhamnosus während der Phase des täglichen Konsums in den Faeces nachweisbar ist, also Bestandteil der Darmflora ist. Dieses zeitweilige Vorkommen im Darm (und damit im Kot) wird durch den Verzehr des Probiotikums erklärt, die Bakterien passieren also den Verdauungstrakt. Derartige Stämme werden als allochthone Bakterien angesehen, während autochthone Bakterien innerhalb des jeweiligen Lebensraums regelmäßig nachweisbar sind. Außerdem wurde festgestellt, dass sich während der Testphase die Zusammensetzung der Population an Laktobazillen verändert, und auch die Anzahl der Enterokokken ansteigt. Diese Effekte sind jedoch nur vorübergehend und ließen sich am Ende der 3-monatigen Phase, in der das Probiotikum nicht mehr verzehrt wurde, nicht mehr deutlich erkennen.
Die von den probiotischen Milchsäurebakterien erwünschte fördernde Wirkung auf das Immunsystem wurde im Tierversuch an Mäusen untersucht und konnte bestätigt werden. Inwieweit diese Ergebnisse auf den Menschen übertragbar sind, ist Bestandteil der Diskussion über die gesundheitsfördernde Wirkung der Probiotika.
L. rhamnosus M9 wird zusammen mit Bifidobacterium lactis M9 eine blutdrucksenkende Wirkung zugeschrieben.